# Братская могила партийных и советских работников
Братская могила партийных и советских работников была открыта в 1977 году в центре Грозного близ средней школы № 1.

## Описание
Первоначально на этом месте находилась могила секретаря Грозненского райкома партии Ф. С. Пономаренко и чекиста А. И. Козлова. Позднее было решено перенести сюда прах погибших в 1930-х годах наркома просвещения республики А. М. Сайханова, члена бюро Чеченского обкома КПСС М. А. Кундухова и одного из первых чекистов Чечни, кавалера ордена Красного Знамени Мазлака Ушаева.
Мемориал, стилизованный под надгробие, со всех сторон был облицован чёрным мрамором. На верхней плоскости располагалась выпуклая звезда. На лицевой стороне была надпись «Вечная слава павшим в борьбе за Советскую власть». Ниже надписи располагались фамилии погребённых:
- Козлов Александр Иванович (1904—1932);
- Пономаренко Фёдор Семёнович (1897—1928);
- Кундухов Мусса Азаматович (1890—1931);
- Сайханов Алаудин Магомедхаджиевич (1903—1933);
- Ушаев Мазлак Довлиевич (1897—1938).

Автором проекта был главный архитектор города Д. А. Кадиев. Памятник был открыт к 60-летию Октябрьской революции. В 1995 году в ходе боёв за Грозный памятник был разрушен.